# 陸佑

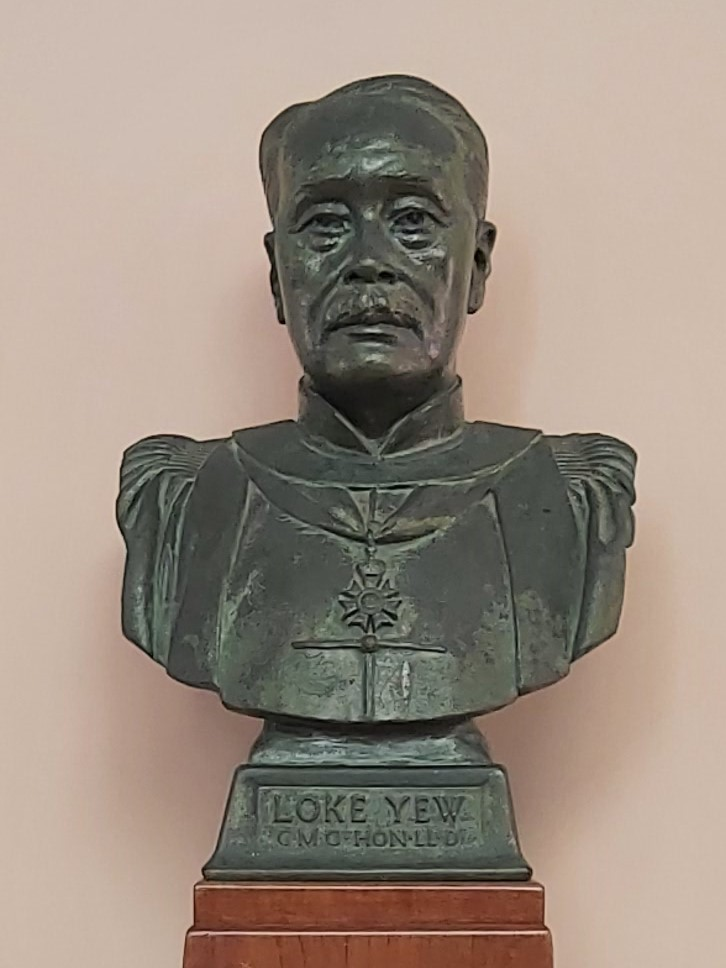
香港大學陸佑堂內的陸佑銅像

陸佑（1846年10月9日—1917年2月24日），小名如佑，字弼臣，號衍良，馬來亞著名華僑實業家、金融家，慈善家，廣東江門鶴山雅瑤鎮黃洞村人，香港大學陸佑堂以他而命名。

## 早期生活
陸佑本姓黃，1846年10月9日出生於廣東江門鶴山雅瑤鎮黃洞村。自幼家境貧寒，年少時到新會桐井岑溪村陸姓財主家中當童工，因此改姓陸。
1858年，年僅13歲的陸佑南渡至新加坡。陸佑剛到新加坡时在粵人羅奇生的煙莊充當雜役。陸佑克勤克儉，經過四年儲蓄了99元，并用這筆錢創辦了商號「興隆」，經營雜貨生意。
19世紀中期，在馬來亞太平（旧名拉律）發現豐富的錫礦地，各地華人也蜂擁而至。1862年陸佑也從新加坡到達拉律，一开始在一位四邑同鄉的礦場工作，後來自行經營糧食、肉類、蔬菜的生意，以供應當地市民及礦工所需。然而在1872年時，當地兩個對立的華人黨派——海山黨和義興黨，因為爭奪礦地而發生大規模的械鬥，數萬礦工捲入戰鬥，人命財富，損失慘重。陸佑十年來的苦心經營，也毀於戰火中，損失了14萬元。

## 從商
為了生存和發展，陸佑毅然來到吉隆坡。這時吉隆坡的內戰已經平息，英國人也接管了當地，實行參政司制度，鼓勵人民恢復社會生態，積極發展吉隆坡。陸佑開始時在趙煜手下做事，後來他獨立門戶，自己大力開發錫礦、橡膠、椰子、咖啡、水泥等工業，沒多久陸佑的事業遍布星馬各地，他也成為馬來亞「錫礦大王」和「橡膠大王」。
1897年左右，陸佑從彭亨政府取得4000英畝的礦地，但是根據他與彭亨政府的協議，他必須以兩萬五千元建造從都賴到文冬的道路。此礦場開發計劃的合資夥伴是中國駐新加坡領事以及中國駐檳城副領事。1900年，都賴－文冬路段建成，陸佑因能由陸地從文冬輸出錫米至雪蘭莪而讓他賺得不少。
1890年代曾經獲得英殖民政府特許，以東興隆名義短暫發行過銀單，這是應1890年代時，在建設吉隆坡至文冬路段工程時，因貨幣短缺而發行，以在陸佑旗下公司的錫礦工人間流通:699。
1913年5月，新加坡廣益銀行在吉隆坡以雪蘭莪廣益銀行的名義開設吉隆坡分行，該銀行為張郁才等人所創設，資本額100萬元，同年7月開張。當年11月，新加坡廣益銀行因內部虧空，發生160萬元的債務違約，被控告要求清盤。陸佑曾受邀在12月時出席會議解決該銀行危機，但會議沒有結論。1914年1月開庭時債主盈庭，債權人當中有雪蘭莪廣益銀行向新加坡廣益銀行追討18萬餘元欠款，陸佑也追討10萬元整。審議中提到，此前陸佑曾建議出資50萬元拯救該銀行，但其它華僑頭家也要出資並對銀行的賬目滿意，鑒於這個條件，最後陸佑並未出資。該銀行隨後遭法庭下令解散清盤。1916年10月，陸佑成為雪蘭莪廣益銀行的主席。

## 家庭
陸佑前后共娶了四位太太，即 ：
大房梁雪梅（在中国）

- 養子陸運超（？-1915年），名伶陳錦棠太太陸淑卿（1908－2001年）是陸運超的五房太太楊秀坤所生[15][17]。
  - 長子陸容康，曾担任吉隆坡坤成中学董事长。[17][18]
  - 次子陸容章（1907年-2011年），著名企業家和慈善家，104岁离世[17][19]。
    - 前妻秦寶碧，一子一女[20]
      - 儿子陸潤隆（龍），娶陳惠瑜，馮寶寶生母[20]
        - 幼子[20]

      - 女儿陸希倫

    - 妻子黃妙容，三子五女
      - 儿子陸潤豪，娶王綺湞[21]
      - 儿子陸潤棠
      - 三女陸勵儀，适岑灼欽，外孙为岑榮禧、岑榮德[22][23]
      - 四女陸勵荃

  - 三子陸容樂[17]
  - 孫女陸淑馨[17]，又作陸淑卿，粵劇名伶陳錦棠之妻[24]

二房梁钻（在香港）
- 女儿陆婉卿

三房林淑桂
- 女儿陆婉英，适关景燊（1878年-1948年，中国牙医先驱关元昌之子）[25]
  - 外孙关永康（建筑师）娶 Marquita Scott（英国籍时装模特儿）[26]
    - 外曾孙关家强
    - 外曾孙女关南施，知名电影演员[26]
      - 先适奥地利滑雪教练 Peter Pock，1968年离婚。[27]
        - 外玄孙 Bernie Pock 于1992年娶 Debra Jane Lasley，不久 Debra 即因艾滋病去世；Bernie 随即于1996年去世，得年33岁。[27]

      - 再适电影制作人 Norbert Meisel[26]
      - 关南施堂弟（其六伯公关景忠孙子）关凯文所写小说翻拍成2018年电影《摘金奇缘》
- 陸運懷（1898年-1941年），其妻為林翠蘭（霹靂太平甲必丹鄭景貴外孫女）。陆佑墓园有翠蘭纪念堂，夫妇俩1925年在吉隆坡广东义山捐款建立“小憩、挹翠、仰止”三座凉亭；陸運懷曾担任吉隆坡坤成中学董事长，是该校前身坤成学校的联合创办人之一。[15][18][28][29][30][31][32]
  - 儿子陆容勋，1965年10月获新加坡速火射擊公開賽冠军，并入选参赛当年12月在吉隆坡举办的1965年东南亚半岛运动会[33]。
  - 三女陆元春、元庄和元贞
- 陸運日（1900年？-1987年），上海中央精武於1920年间南来宣扬精武主义，其为热心精武的社会领袖之一。1930年曾到香港半岛酒店与侄儿陸容章会面，隔年在雪兰莪成婚；1934年提控谢荣光（謝春生）遺產理信員谢连元之抵押品不足債務一案獲勝；1961年仍担任广益银行重要董事。[15][19][34][35][36][37]
  - 儿子陆容威
  - 二女陆元钊、元坚

四房陆淑佳，原名林清金，亦称林淑佳；在林淑桂逝世后于1914年与陆佑成婚。

- 幼子陸運濤（1915年－1964年）是電懋公司創辦人，与妻子周淑美皆于1964年神岗空难遇难。[41]

  - 前妻李惠望（Christina Lee，？—2009年）[42]
- 女儿陸婉婷
- 幼女陸婉平（1917年-2015年），在新加坡植物园有陆婉平凤梨馆[43]
  - 1937年1月31日曾短时间嫁予前夫邱德意（檳城甲必丹邱天德（英语：Khoo Thean Teik）之孫）[28][44]
  - 1947年6月9日在新加坡再嫁 Percy McNeice[44]

## 慈善公益
- 1891年，同善醫院成立，陸佑是重要創辦人和資助人之一[3]。
- 1894年，吉隆坡維多利亞書院創立，陸佑是三名重要創辦人之一[3]。
- 1898年，在陸佑推動下，建立了雙文丹仙四爺宮，後他又獨資建立了一间小型醫藥所[45]。
- 1902年，新加坡萊佛士創建，陸佑捐五萬元[3]。
- 1906年，吉隆坡尊孔學校創立和後來的坤成女校創立，陸佑都是最大的捐款者[3]。
- 1909年，新加坡陳篤生醫院遷址重建，陸佑捐五萬元作建築費[3][46]。
- 1916年，陸佑捐出五萬元並借出免息20年貸款五十萬元於香港大學[1]。

## 表揚
- 1904年1月30日，新加坡殖民地政府同意將亞米尼亞街與諧街之間的道路命名為“陸佑街” （Loke Yew Street）來紀念陸佑對社會的貢獻[47]。
- 1913年之前馬來亞吉隆坡已有使用“陸佑路” （Loke Yew Road）的紀錄[48]。
- 1915年1月份，陸佑從英皇喬治五世獲受聖米迦勒及聖喬治勳章之三等勳章 （CMG）[49]。
- 1915年4月9日（中華民國4年），陸佑認購中華民國四年公債共三十萬元，中華民國北京政府頒發二等嘉禾章，優予獎勵[50]。
- 1917年1月4日，香港大學為了表彰陸佑對各地社會的貢獻，特別授予榮譽法學博士學位[51]。
- 1931年，陸佑之孫陸容章在嶺南大學讀書時，為了紀念其祖父陸佑，與其兄陸容康以祖父陸佑名義共捐光洋6萬元，在校內建造一座紅牆綠瓦的四層樓宇，命名為“陸佑堂”[52]。
- 1950年代香港大學本部大樓進行擴建，而大禮堂亦加建了舞台，1956年命名為“陸佑堂”，以紀念陸佑對香港大學的捐獻[52]。
- 1984年鶴山市人民醫院重建，陸佑之孫陸容章以其祖父陸佑之名捐建了陸佑住院大樓，並為陸佑住院樓購置了300張病床等基本設備[52]。
- 1987年，陸佑之孫陸容章以其祖父陸佑之名捐建了鶴山鶴華中學“陸佑堂”等5幢大樓[52]。
- 1991年，鶴山縣開發大雁山風景旅遊區時，陸佑之孫陸容章以其祖父陸佑之名捐資100多萬港元於大雁山之巔建立一座雁峰亭，命名為“陸佑亭”[52]。
- 馬來西亞彭亨州文冬市中心最繁忙的道路“陸佑路”（Jalan Loke Yew）以陸佑的名字來命名，以紀念他開闢文冬市的貢獻。

## 逝世
1917年2月24日清晨5點，陸佑於其位於石頭路（現東姑阿都拉曼路）的私宅安詳逝世。

## 慈善建設
陸佑的捐資受惠地方及組織：
- 吉隆坡及文冬、關丹兩鎮現代化
- 養正學校
- 尊孔學校
- 萊佛士學院、醫學院 （页面存档备份，存于）、圖書館
- 同善醫院、老弱院
- 中華大會館
- 孫中山的反清革命
- 中華民國建國
- 香港大學陸佑堂